# گراش
گِراش () شهری است در جنوب استان فارس که در فاصلهٔ ۳۵۵ کیلومتری جنوب شرقی شیراز و ۲۷۰ کیلومتری شمال غربی بندرعباس قرار دارد. این شهر مرکز شهرستان گراش است. جمعیت گراش بنابر آخرین سرشماری سراسری، ۳۴٬۴۶۹ تن (شامل ۱۰٬۲۰۷ خانوار) گزارش شده است. که از این لحاظ پانزدهمین شهر استان فارس و دویست و چهل و سومین شهر ایران به‌شمار می‌رود.
گراش در ارتفاع ۹۱۴ متری از سطح دریا، در منطقهٔ ناودیسی زاگرس واقع شده است. این شهر در دشت گراش از شمال و جنوب به وسیلهٔ کوه‌های سرخ و کوه‌های سیاه محصور شده است. بلندترین قلهٔ مشرف به شهر، بُنِ مُرُک نام دارد که یکی از قله‌های کوه سیاه در جنوب غربی شهر است. آب و هوای گراش گرم و خشک است و در سال ۲۰۱۸ میلادی، میانگین دمای طول روز آن بین ۱۷ تا ۲۶ درجهٔ سلسیوس متغیر بوده است.
بنای اولیهٔ شهر گراش حول قلعهٔ همایون‌دژ شکل گرفته است که در بالای کوه کلات قرار دارد. این قلعه به صورت متناوب مرکز حکومتی نیمه‌خودمختار بوده که با نام حکام لارستان و بنادر شناخته می‌شده‌اند. کوه کلات امروزه در مرکز شهر قرار گرفته و به نماد شهر تبدیل شده است.
مردم گراش اچمی بوده و زبان رایج ایشان نیز اَچُمی است. شهر گراش با دارا بودن ۱۵ اثر تاریخی از دوره‌های مختلف که در فهرست آثار ملی ایران به ثبت رسیده‌اند، یکی از شهرهای تاریخی جنوب استان فارس محسوب می‌شود. برکهٔ کَل که بزرگ‌ترین آب‌انبار ایران لقب گرفته است، یکی از آثار تاریخی شناخته‌شدهٔ این شهر است.

## نام
در ریشه‌شناسی نام گراش، محمودرضا دستغیب بهشتی در تشابه با نام چند شهر دیگر، «گراش» را به معنی «جای خوب» می‌داند. «گِ» به معنی خوب و «راش» مانند «راز» و «ریز» در اسامی برخی شهرها چون شیراز نشانهٔ مکان است.
پیش از این چهار نظر دیگر درمورد معنای کلمه گراش مطرح شده بود. نظریات مطرح شده در مورد ریشه نام گراش بیشتر معطوف به گمانه‌زنی بر اساس ویژگی‌های محلی بوده است.
بر اساس یکی از این دیدگاه‌ها، گَراش هم‌ریشهٔ «خَراش» و «غَراش» است که به معنی پراکنده و پریشان ثبت شده است و به پراکندگی آبادی‌های گذشته در منطقهٔ کنونی شهر اشاره دارد.
دیدگاه دوم، گراش را از ریشهٔ «گِرِشَه» می‌داند. بافت زمین‌شناسی کوه‌های منطقه از جمله کوه کلات، تشکیل‌شده از سنگ‌ها و خاک‌های رسی مارن است. این خاک‌ها را در زبان اچمی گرشه می‌نامند و گروهی آن را ریشهٔ نام‌گذاری شهر گراش می‌دانند.
دیگر دیدگاهی که در این رابطه مطرح شده است، نام شهر را برگرفته از واژهٔ «گَبراش» به معنی سرزمین گبرنشین بیان می‌کند. گبر در زبان فارسی نو به معنی غیرمسلمان و زرتشتی است. این دیدگاه معتقد است که زرتشتیانی که در این منطقه ساکن بوده‌اند، پس از فتح فارس توسط اعراب مسلمان، به مناطق دیگر از جمله هندوستان مهاجرت کرده‌اند. نام گبراش در سال‌های اخیر، بعد از بازخوانی تاریخ ایران و افزایش توجهات به تاریخ باستان و آیین زرتشتی، به صورت یک گمانهٔ عامیانه مطرح شده است.
چهارمین و آخرین دیدگاه، واژهٔ «گِرا» را ریشهٔ نام گراش معرفی می‌کند. گرا در گویش گراشی به معنی روشنایی و شعله‌ور بودن است. این نظریه از آن جهت مطرح شده است که به علت موقعیت جغرافیایی و عوارض طبیعی اطراف گراش، کوه کلات در تمام طول روز دارای تابش مستقیم نور خورشید است و این نور به مناطق مختلف شهر انعکاس پیدا می‌کند.

## تاریخ

### دوران پیشاتاریخ
بئر گال یکی از آثار به جا مانده از پیشاتاریخ در گراش است که در قسمت جنوب غربی شهر قرار دارد. در واقع بئر گال را می‌توان یکی از مراکز جمعیتی گذشتهٔ گراش دانست. کارشناسان باستان‌شناسی دیرینگی این تپه را چهارهزار سال تخمین زده‌اند. کشف برخی از اشیای سنگی، خشتی و سفالی در محوطهٔ این تپه، نشان از قدمت بالای آن دارد. به طوری که ساکنان اولیهٔ این محوطه را زرتشتیان عنوان کرده‌اند. تپه‌های دیگری نیز در امتداد بئر گال وجود دارند که هنوز مورد کاوش‌های باستان‌شناسانه قرار نگرفته‌اند.

### دوران باستان
در کتاب‌های درةالتواریخ نوشتهٔ شیخ‌علی ستاری و نیز منتخب‌التواریخ نوشتهٔ حبیب‌الله انصاری اشکنانی، چگونگی شکل‌گیری و تلاش برای استحکامات قلعهٔ گراش توسط فرهاد پسر سیامک آمده است. فرهاد در سدهٔ اول پیش از میلاد، یعنی هم‌زمان با حکومت بلاش پسر پیروز از پادشاهان اشکانی، به حکومت لارستان می‌رسد.
کشف قبرستانی وسیع حاوی گورخمره‌های گراشی در کاوش‌های باستان‌شناسی منطقهٔ مغ بریمی میناب، یکی دیگر از نشانه‌های تاریخی گراش در دورهٔ اشکانیان است. گراشی به خمره‌های سفالین و نخودی‌رنگی گفته می‌شود که برای تدفین مرده‌ها به صورت جنینی، از گراش به سواحل خلیج فارس منتقل می‌شده است. این آثار، نشان‌دهندهٔ رونق سفالگری گراش در دوران اشکانیان است. وجود آثاری مانند سد ساروجی تنگ‌آب، موید رونق کشاورزی گراش در دورهٔ ساسانیان می‌باشد. این سد که در تنگه‌ای در جنوب غربی شهر گراش قرار دارد، با جوی‌های کوچکی به دشت گراش متصل می‌شده و آب مورد نیاز برای کشاورزی آن مناطق را تأمین می‌کرده است. همچنین آثاری مانند چاه زیت و برکهٔ کده‌بان (که تخریب شده است) رونق کشاورزی در مناطق دیگر گراش را نیز تأیید می‌کنند.
ساخت‌وسازهایی از جنس سنگ و ملات گچ در تپهٔ باستانی بئر گال، که بر روی سازه‌های خشتی پیشاتاریخ بنا شده است و بنا به گزارش کارشناسان سازمان میراث فرهنگی، مربوط به دورهٔ ساسانی می‌باشد، بیانگر بخشی دیگر از حیات تاریخی گراش در آن دوران است.

### دوران اسلامی
اتفاقات تاریخی گراش نیز همچون سایر نقاط ایران، در سده‌های نخستین پس از ورود اسلام به روشنی مشخص نیست. نخستین منابع تاریخی مکتوب که نام گراش در آن‌ها ذکر شده است، مربوط به سدهٔ سوم هجری قمری می‌باشند؛ جایی که همراهی سپاهی از گراش با لشکریان جهانگیریه در مقابل لشکریان عمادالدوله دیلمی که برای فتح فارس عازم شده بودند، ذکر شده است.
در سدهٔ چهارم هجری قمری، فرستادگان شاه‌زندو برای فتح قلعهٔ همایون‌دژ و دعوت زرتشتیان منطقه به اسلام، راهی گراش شدند و موفق به تسخیر آن گردیدند. در واقع در سده‌های پس از اسلام، نقش اصلی در وقایع تاریخی گراش را قلعهٔ همایون‌دژ بازی می‌کند و محور بیشتر اتفاقات مرتبط با گراش است.
با این حال از قرن سوم تا هفتم هجری، نامی از گراش در گزارش‌های تاریخی دیده نمی‌شود. در قرن هفتم و در خلال لشکرکشی ابوبکر بن سعد زنگی به سمت سواحل جنوبی ایران، قلعهٔ همایون‌دژ مدتی محاصره شده و پس از ناتوانی در فتح قلعه، صلح می‌کنند. این گزارش و نیز ذکر نام گراش تحت عنوان جریس در کتاب تاریخ وصاف، نشان از آبادانی و تسخیرناپذیری قلعهٔ آن در آن دوران است.
اما یکی از مهم‌ترین اتفاقات تاریخ گراش، ظهور شیخ دانیال در این شهر و سفر او به خنج است. شیخ دانیال با پایه‌گذاری سلسهٔ مشایخ دانیالی در خنج تأثیر زیادی بر سرنوشت لارستان و بنادر و جزایر خلیج فارس می‌گذارد. گراش نیز به عنوان زادگاه وی، محل استقرار مشایخ و بزرگان صوفیهٔ دانیالی می‌گردد. خانقاه شیخ دانیال در قرن هفتم به قدری مشهور بوده که یکی از چهار رکن دراویش جنوب ایران محسوب می‌شده است؛ به گونه‌ای که مریدان او در دربار هرمز از احترام والایی برخوردار بوده‌اند.
با روی کار آمدن دولت صفویه و تقویت قلعه‌های نظامی منطقه، نقش قلعهٔ گراش از ابتدای سدهٔ دهم هجری قمری تا پایان دوران قاجاریه به صورت چشمگیری اهمیت پیدا کرد؛ به طوری که در این ۴۰۰ سال، نام تمامی حاکمان گراش در کتاب‌های تاریخی به صورت مشروح ذکر شده است. پس از تسخیر لار توسط الله‌وردی خان، وی حاکم گراش را برکنار کرده و پسرش را به حکومت برمی‌گزیند. ساخت مساجد جامع و آخوند، مرمت سد تنگ‌آب، احداث کاروانسراهای متعدد و فعالیت‌های پرورش و صادرات شتر و اسب به هندوستان از جمله مهم‌ترین مضامین رونق تجاری و بازرگانی گراش، همزمان با حکومت صفویان است.

### دوران معاصر

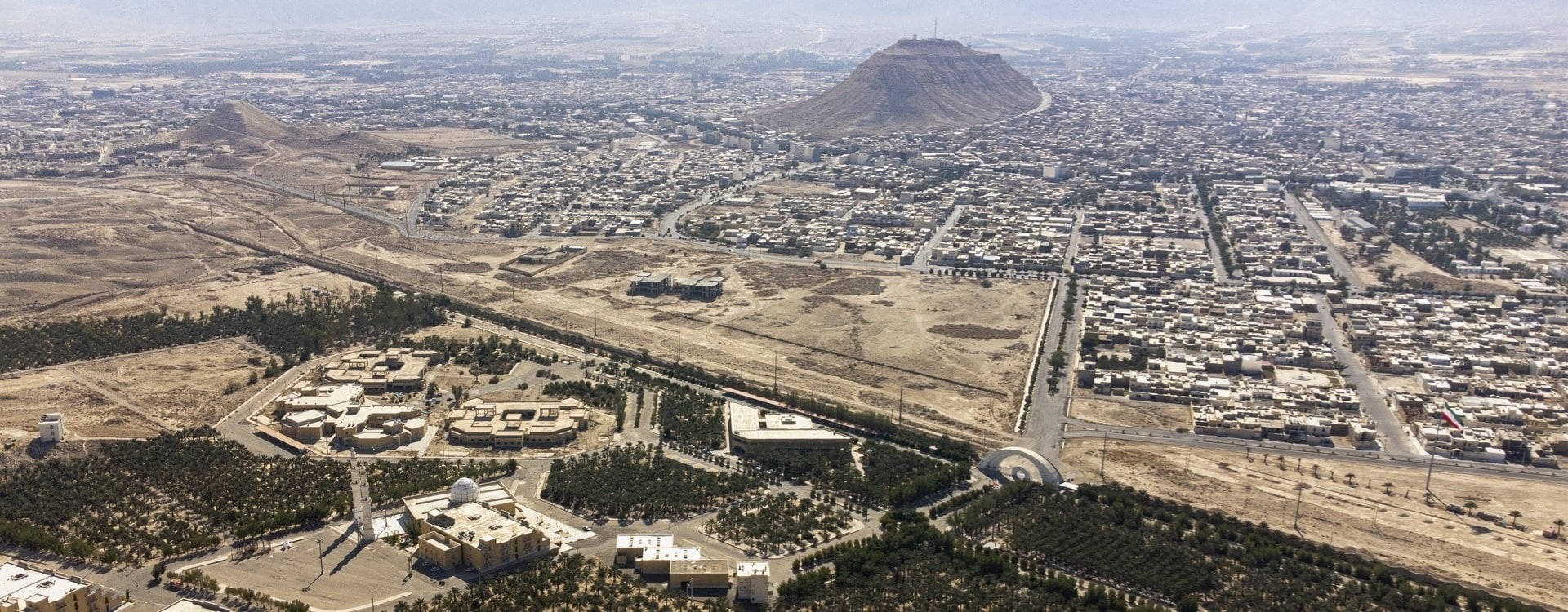
تصویر هوایی شهر گراش

در برخی از سفرنامه‌هایی که در دوران قاجاریه نوشته شده‌اند نام گراش به چشم می‌خورد. زین‌العابدین شیروانی در بستان‌السیاحه گراش را دارای ۷۰۰ باب خانه و مردم آن را شیعه معرفی می‌کند. همچنین محمدحسن اعتمادالسلطنه در مرآت‌البلدان به گراش اشاره‌هایی کرده است.
در سدهٔ سیزدهم، پس از ماجراهایی که به ظلم و ستم فراوان علیه مردم گراش منجر می‌شود، گراشی‌ها با همدستی شخصی از اهالی گلپایگان که علیرضا نام داشته، موفق به فتح قلعه می‌شوند. از این تاریخ به بعد سلسلهٔ حاکمان گراش تغییر کرده و حکومت در اختیار علیرضا و نوادگان وی قرار می‌گیرد. این دوران که حدود ۱۰۰ سال به طول انجامیده را می‌توان درخشان‌ترین دورهٔ تاریخ گراش نامید. علیرضا که پس از کسب جایگاه حکومت به دَهباشی علیرضا گراشی ملقب شده است، همزمان با حکومت محمدشاه قاجار توانست لار را فتح کند.

پس از دَهباشی علیرضا، پسر او یعنی فتحعلی‌خان گراشی به حکومت می‌رسد که یکی از مقتدرترین حاکمان لارستان قلمداد می‌شود. او همچنین از ناصرالدین‌شاه قاجار لقب بیگلربیگی لارستان و بنادر را دریافت می‌کند. بیگلربیگی عنوانی است که در دوران صفویه و قاجاریه به حاکمان ایالات بزرگ گفته می‌شده است. حکومت فتح‌علی‌خان از سال ۱۲۷۸ تا ۱۳۱۲ هجری قمری به مدت ۳۴ سال، قدرت اول لارستان، سبعه‌جات و بنادر بوده که این پهناوری قلمرو، در سفرنامهٔ گردشگران خارجی نیز دیده می‌شود. مأذون قشقایی دربارهٔ پهناوری قلمرو فتح‌علی‌خان می‌سراید:
| ز دشتی برو تا به کرمان زمین |  | همه جمعی اوست زیر نگین |
|                             |  |                        |

در زمان حکومت فتح‌علی‌خان، گراش در زمینه‌های اقتصادی، اجتماعی، فرهنگی و سیاسی به پیشرفت‌های زیادی دست یافت. همچنان که فتح‌علی‌خان حکومت کل لارستان و بنادر را اداره می‌کرد، برادرش حاج‌اسدالله حاکم گراش بود. او در سال ششم از حکومت فتح‌علی‌خان، با حضور در نجف و تقاضای اعزام یک مجتهد به گراش از سوی میرزای شیرازی، زمینه‌ساز حضور شیخ‌علی رشتی در گراش شد. در این دوران بناهایی همچون مدرسهٔ علمیه، برکهٔ کل، برکهٔ حاج‌اسدالله، حمام دَهباشی و حسینیهٔ سنگ‌آوی ساخته و مسجد جامع گراش و بازار قیصریهٔ لار تعمیر شد. این اقدامات گراش را از لحاظ عمرانی به پیشرفت‌های قابل‌توجهی رسانید. همچنین کتاب‌های زیادی نیز در این دوره نوشته شد که از مهم‌ترین آن‌ها می‌توان دیوان شیدای گراشی را نام برد. حضور سید عباس مجتهد گراشی و تألیف کتاب‌هایش توانست به رونق بیش از پیش مدرسهٔ علمیهٔ گراش کمک شایانی کند. رونق کشاورزی، سفالگری، شیشه‌سازی، باروت‌سازی، سرب‌سازی و ساخت ساروج از دیگر نمودهای پیشرفت گراش در این دوره است؛ به گونه‌ای که خمره‌های سفالی موسوم به گراشی، علاوه بر بنادر و جزایر خلیج‌فارس به عمان و زنگبار نیز صادر می‌شده است.
پس از پیروزی انقلاب مشروطه، انجمن‌های ایالتی و ولایتی در گراش تشکیل شد؛ اما چندی بعد و به دلایلی، خوانین گراش با سید عبدالحسین لاری که به عنوان رهبر مشروطه در لارستان شناخته می‌شد، به اختلاف برخوردند. این اختلافات با حادثهٔ قتل خوانین لارستان در سال ۱۳۲۶ هجری قمری تشدید شده است. با ادامهٔ این روند، علی‌قلی‌خان گراشی که در آن زمان منصب بیگلربیگی لارستان و بنادر را برعهده داشته، با حبیب‌الله‌خان قوام حاکم شیراز در دورهٔ استبداد صغیر متحد شده و علیه سید عبدالحسین لاری اقدام کردند. این اقدامات در نهایت باعث شکست حکومت مشروطهٔ او در لار شد.
با این حال و پس از فتح تهران، کماکان گراشی‌ها ضمن تعامل با پیروان سید عبدالحسین لاری، بر لارستان حکومت می‌کنند. این سلسله تا دوران حکومت رضاشاه پهلوی قدرت را در دست داشته‌اند. با قدرت گرفتن رضاشاه و تشکیل حکومت مرکزی، مبارزهٔ او علیه قیام‌های پراکندهٔ اقوام آغاز شد. آخرین حاکم مستقل لارستان که زادان‌خان گراشی نام داشت نیز در طی همین مبارزات و در سال ۱۳۰۹ در جنگ قلعهٔ گراش از نیروهای دولتی شکست خورده و به تهران منتقل شد. بعدها و با تأسیس شهرداری گراش در سال ۱۳۴۴ خورشیدی، پسر زادان‌خان یعنی الله‌قلی‌خان مقتدری به عنوان نخستین شهردار گراش انتخاب شد.

### آثار تاریخی

#### برکهٔ کل

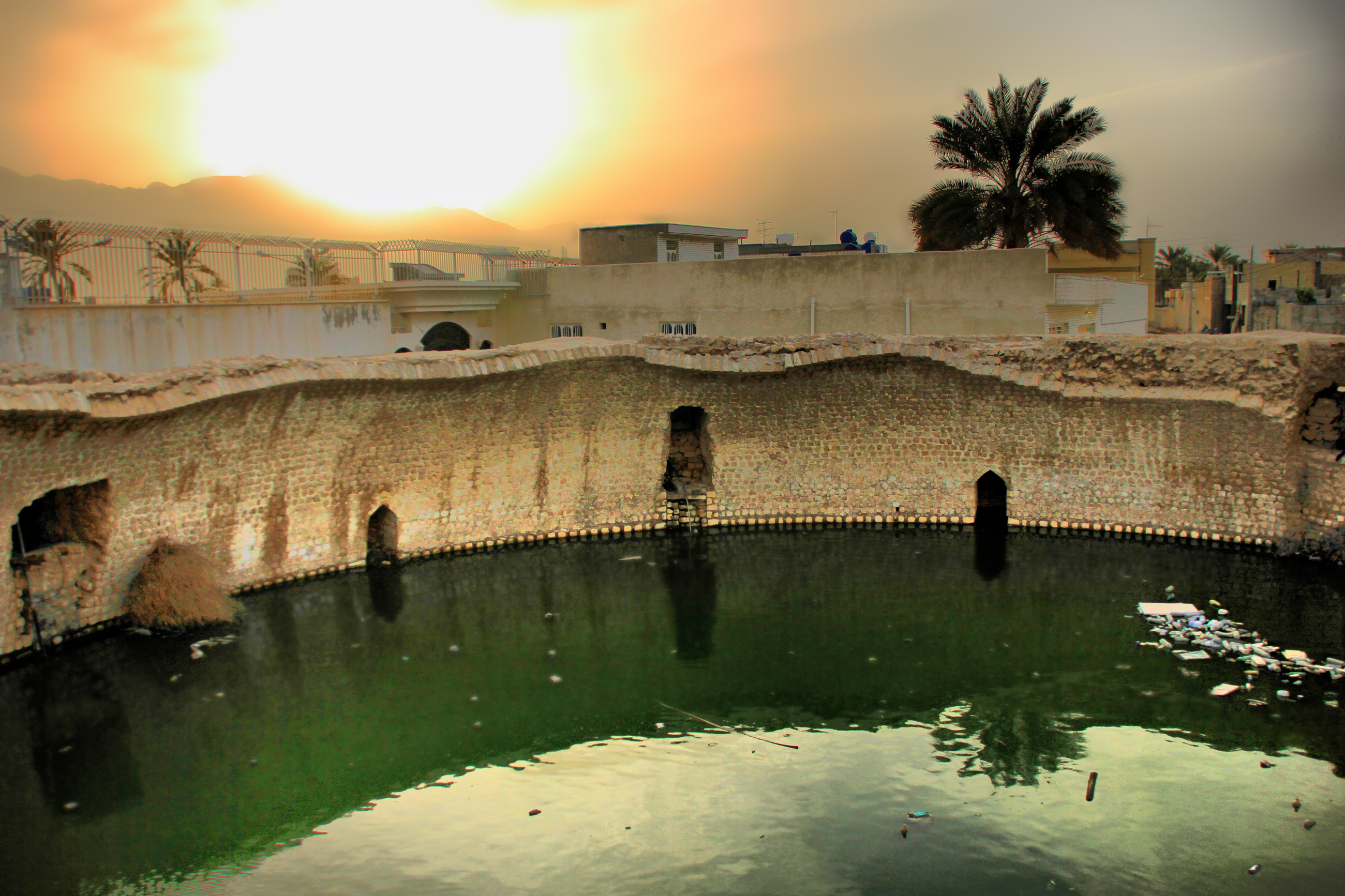
برکهٔ کَل، بزرگ‌ترین آب‌انبار ایران

این بنای تاریخی و با شکوه یکی از عجیب‌ترین و به احتمال زیاد، بزرگ‌ترین آب‌انبار تاریخی ساخته شده در ایران است. قدمت این آب‌انبار به دورهٔ قاجار و حدود ۲۰۰ سال پیش می‌رسد. این بنا که برای مصارف کشاورزی و آب آشامیدنی مردم ساخته شده، هنوز به عنوان منبع آب برای مصارف کشاورزی کاربرد دارد. قطر داخلی این برکه ۲۹ متر و عمق آن ۲۱ متر است. مخزن آن همانند اکثر آب‌انبارهای موجود در گراش، دایره‌ای شکل بوده و مصالح استفاده شده در آن از ساروج است. این آب‌انبار به عنوان یکی از نمادهای اصلی تاریخ گراش شناخته می‌شود.

#### قلعهٔ همایون‌دژ
دژ تاریخی گراش که کلات هم نامیده می‌شود مربوط به عصر شاه زندو و پیش از آن است. امیر محی‌الدین از طرف سید عفیف‌الدین شاه زندو مأمور فتح این قلعه شده با دلاوری بر آن چیرگی می‌یابد. این دژ تاریخی در ادوار مختلف مرکز حکومت بود و در این اواخر در درگیری نیروهای رضاشاه پهلوی با زادان خان گراشی بناهای آن به وسیلهٔ هواپیما بمباران شده و آثارش از بین می‌رود. دژ گراش محل قرارگیری قلعهٔ همایون دژ است. همچنین از سال ۱۳۸۱ آرامگاه پنج شهید گمنام در این محوطهٔ تاریخی قرار گرفته است.

#### سد تنگ‌آب
سد تنگ آب که در تنگه‌ای به همین نام در جهت جنوب غربی گراش واقع در کوه سیاه در زیر قله‌ای به نام «بُنِ مُرُک» قرار دارد و مربوط به دورهٔ ساسانیان است که در دورهٔ صفویان بازسازی شده و سه پشت‌بند جهت جلوگیری از تخریب آن ساخته شده است. مصالح استفاده شده در سد و پشت‌بندهای آن سنگ و ساروج بوده و جوی آبی از همان جنس، جهت آبیاری مزارع، از کنار سد تا دشتی موسوم به دشت بَرا (دشت بالا) کشیده شده است که در مسیر این جوی تا دهانه‌های تنگه دو استخر ساروجی نیز احداث گردیده است. هم‌اکنون پشت این سد به‌طور کامل با رسوب پر شده و در روی آن درخت‌های کنار مشاهده می‌شود. این بنا از تابستان ۱۳۸۰ در فهرست آثار ملی ایران به ثبت رسیده است.

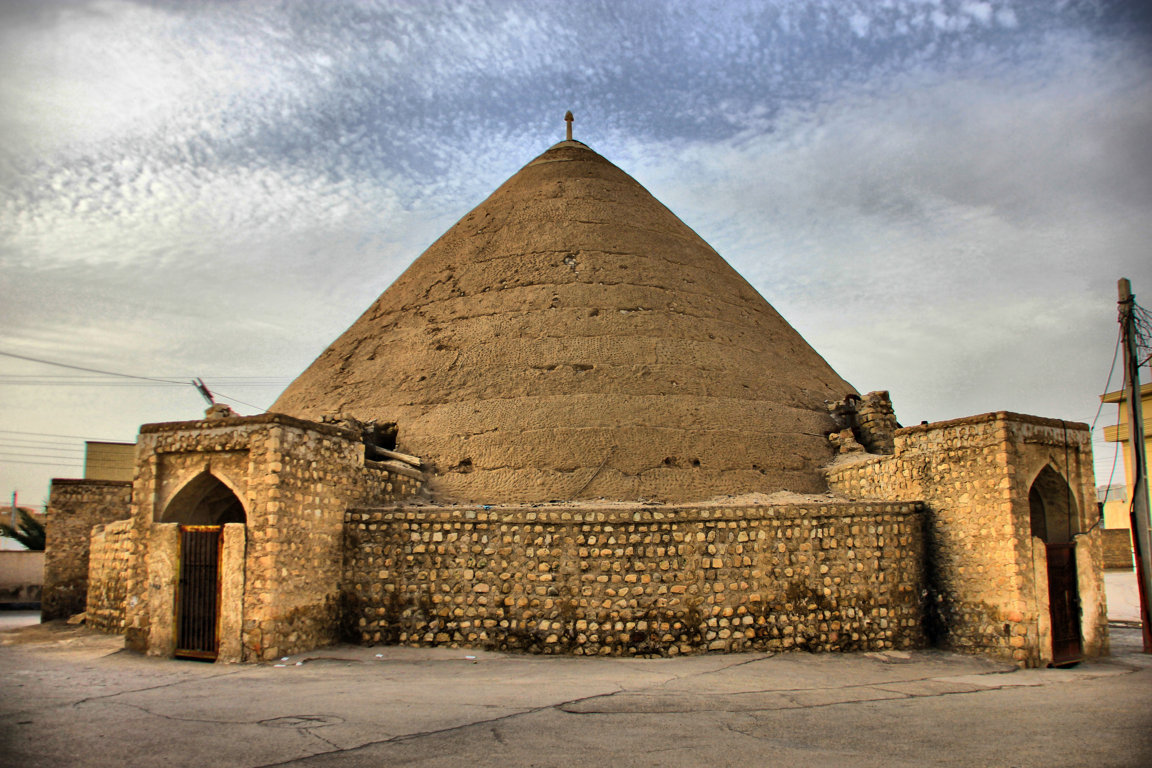
برکهٔ حاج‌اسدالله از موقوفات دورهٔ قاجاریه

#### برکهٔ حاج‌اسدالله
برکهٔ حاج‌اسدالله، پس از برکهٔ کل بزرگ‌ترین آب‌انبار تاریخی این شهر است. این آب‌انبار داری شش دهنه و سقف گنبدی عظیمی است که بر روی آن با مصالح سنگ، ملات گچ و اندود ساروج، گرفته شده است و سنگ پله‌های پاکنه (pakona) آن در بدنهٔ شرقی تا انتهای مخزن ادامه دارد. در بالای طاق یکی از سردرها سنگ لوحی نصب شده است که حاوی ابیاتی است که بانی آن سروده است. این بنا از تابستان ۱۳۸۰، از سوی میراث فرهنگی کشور در شمار آثار ملی ایران به ثبت رسیده است.

#### مجموعهٔ تاریخی هفت‌برکه
هفت برکه، مجموعه‌ای از هفت آب‌انبار در اندازه‌های مختلف است که در فاصلهٔ کمی نسبت به هم قرار دارند و در مسیر رودخانه فصلی بنام بزئرد (bezerd) در محلهٔ ناساگ واقع است. از این هفت آب‌انبار، پنج حلقهٔ آن دارای سقف گنبدی شکل و دو حلقهٔ دیگر بدون سقف است که بزرگ‌ترین و معروف‌ترین آن‌ها به برکهٔ حاج ابوالحسن مشهور است.

#### حسینیهٔ سنگ‌آوی
حسینیهٔ سنگ‌آوی مربوط به دوره قاجار است و در بافت قدیم گراش واقع شده است. این اثر در فهرست آثار ملی ایران به ثبت رسیده است.

#### بئر گال
بئر گال که در زبان محلی به آن بَئر گال گفته می‌شود، یکی از آثار دوران پیشاتاریخ در گراش است. به گزارش سازمان میراث فرهنگی، با توجه به کشف سازه‌هایی از خشت خام در اندازه‌های بزرگ و در عمق ۳ متری از سطح زمین و نیز ظروف سفالی و دست‌سازهای سنگی، قدمت تپهٔ گال و سکونت در اطراف آن، به چهار هزار سال می‌رسد. در امتداد تپهٔ گال، تپه‌های دیگری نیز قابل مشاهده هستند که در زبان محلی به آن‌ها جاشهر گفته می‌شود. با توجه به این که این جاشهرها هنوز مورد کاوش‌های کارشناسانه و مطالعات تخصصی قرار نگرفته‌اند، می‌توان به روشن شدن زوایای تاریکی از تاریخ کهن گراش و منطقهٔ جنوب فارس امیدوار بود.

#### حسینیهٔ اعظم
حسینیهٔ اعظم به علت عظمت و شکوه خاصی که از لحاظ معماری اسلامی در آن به چشم می‌خورد مورد توجه مسافران و توریست‌ها قرار گرفته است. این بنا که از آغاز ساخت آن تا کنون دوبار بازسازی، تغییر شکل و همچنین گسترش یافته است، شامل دو سالن مردانه و زنانه، حیاط، وضوخانهٔ زنانه و مردانه، سقاخانه، آشپزخانه، اتاق‌ها و باغچه‌هایی در دو سوی دالان ورودی بوده و در گوشهٔ شمال غربی بنا پاساژی با کاربرد تجاری ساخته شده است. وسیع و بدون ستون بودن سالن‌ها، کاشی هفت رنگ نمای بیرونی، مناره‌ها و همچنین درب‌های معرق کاری شدهٔ آن از مشخصات بارزی است که به زیبایی و شکوه این حسینیه افزوده است.

#### مسجد آخوند
مسجد آخوند گراش یکی از قدیمی‌ترین مسجدهای بر جای مانده در گراش است که در محلهٔ ناساگ واقع شده است. این توسط شیخ عبدالحسین و برادرش شیخ محمدباقر، بنا شده است. این مسجد دارای دو سنگ لوح می‌باشد؛ یکی مربوط به بنای مسجد که سال ساخت این بنا با توجه به تاریخ ذکر شده در نوشته، سال ۱۰۴۵ هجری قمری بوده و توسط حاج زینا آخوند و پسرش ابراهیم بنا شده است. سالن این بنا، دارای طاق‌های تیزه است که بر روی چهار ستون حمال در چهار بَرِ آن قرار گرفته است و در چهار ضلع سالن طاق‌نماهایی در مقابل هر کدام از طاق‌ها ساخته شده است. شبستان مسجد نیز دارای چهار ستون دایره‌ای شکل با طاق‌های هلالی در جهت شرقی-غربی و سقفی هلالی شکل است و حیاط آن در جهت شرق بنا ساخته شده است، این بنا شامل سالن اصلی، حیاط و شبستان است.

## جغرافیا
شهر گراش در ۲۷ درجه و ۴۰ دقیقهٔ عرض شمالی و ۵۴ درجه و ۸ دقیقهٔ طول شرقی نصف‌النهار گرینویچ قرار دارد. گراش در واقع یک نقطهٔ شهری به عنوان مرکز شهرستان گراش در استان فارس می‌باشد که از شمال، شرق و غرب به شهرستان لارستان، و از جنوب به شهرستان لامرد متصل است. بر اساس نقشهٔ توپوگرافی مقیاس ۵۰۰۰/۱، مساحت دشت گراش بالغ بر ۶۲۵ هکتار می‌باشد، که از این مقدار ۳۲۶ هکتار آن مساحت شهر و بقیه را نخلستان، اراضی دیم، مرتع و بایر تشکیل می‌دهد.
ارتفاع شهر گراش از سطح آزاد دریا ۹۱۴ متر می‌باشد و در ناحیهٔ گرم و خشک ایران واقع است.
گراش یک شهر گرمسیری است که در بیشتر روزهای سال با آب و هوای گرم و خشک مواجه است. بیشترین بارش این شهر در سال ۱۳۷۱ گزارش شده است که در این سال ۶۳۴/۱ میلی‌متر بارندگی رخ داده است. همچنین سال ۱۳۸۷ با ۲۴/۳۱ میلی‌متر بارش، خشک‌ترین سال در ۲۵ سال گذشته برای این شهر بوده است. میانگین بارندگی در گراش ۲۲۴٫۱ میلی‌متر برآورد شده است.
میانگین دمای گراش در ۲۵ سال گذشته ۲۳/۶ درجه سلسیوس گزارش شده است. سال ۱۳۷۴ با دمای ۲۲/۵ درجه سلسیوس سردترین و سال ۱۳۹۱ با دمای ۲۴/۴ درجه سلسیوس گرم‌ترین سال‌های ربع قرن اخیر گراش بوده‌اند.

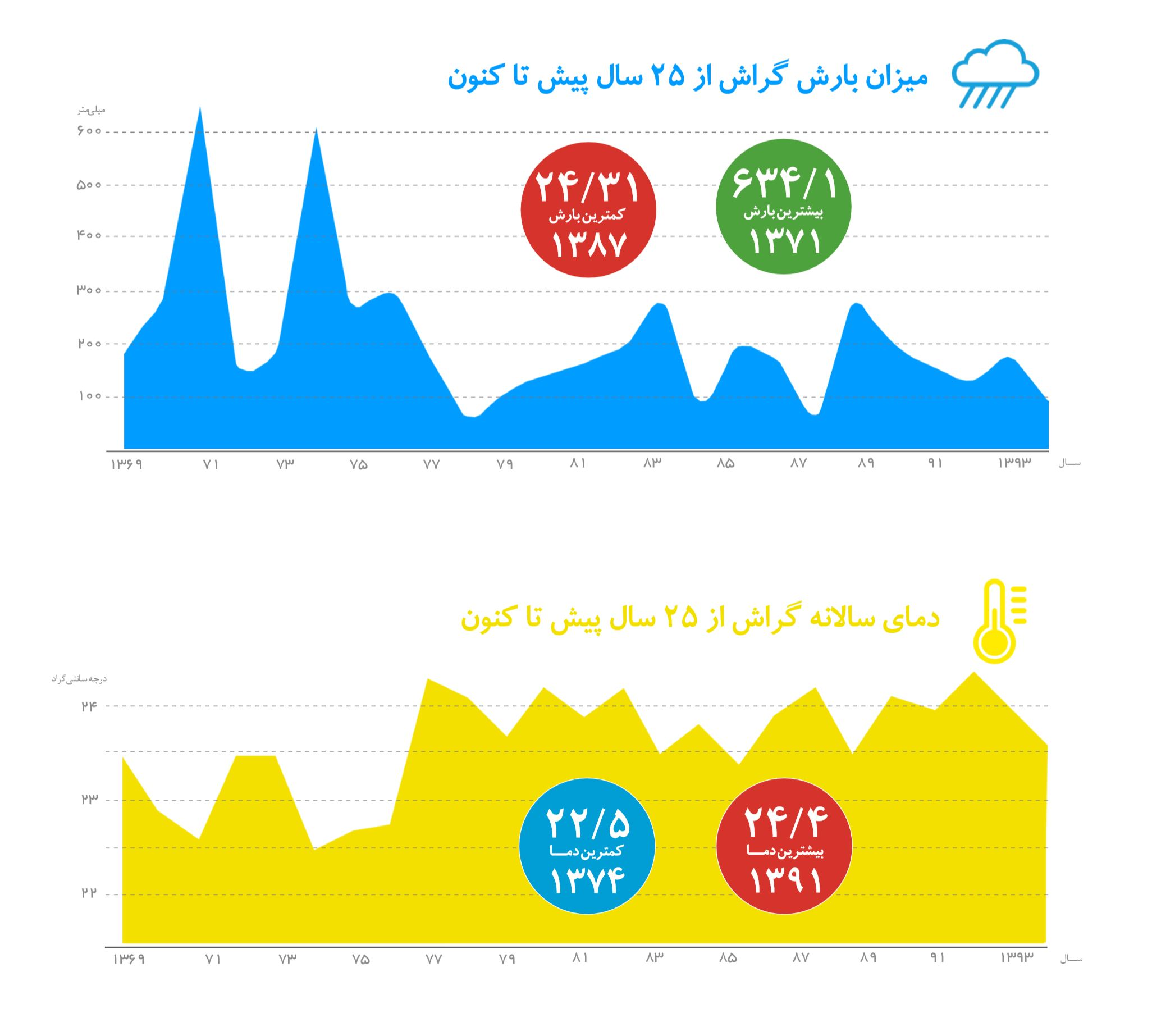
داده‌نما: میزان بارش و دمای سالانه گراش از سال ۱۳۶۹ تا ۱۳۹۳ (۲۵ سال)

|                  | ژانویه | فوریه | مارس | آوریل | مه  | ژوئن | ژوئیه | اوت | سپتامبر | اکتبر | نوامبر | دسامبر |   |                 |
| دمای بیشینه (°C) | ۱۳     | ۱۷    | ۲۳   | ۲۵    | ۲۹  | ۳۶   | ۳۷    | ۳۷  | ۳۲      | ۲۵    | ۱۹     | ۱۶     | Ø | ۲۵٫۸            |
| دمای کمینه (°C)  | ۵      | ۹     | ۱۳   | ۱۷    | ۲۲  | ۲۸   | ۲۸    | ۲۹  | ۲۴      | ۱۹    | ۱۲     | ۸      | Ø | ۱۷٫۸            |
|                  |        |       |      |       |     |      |       |     |         |       |        |        |   |                 |
| بارش (mm)        | ۲/۱    | ۵۳/۲  | ۳/۶  | ۱۲/۷  | ۴/۴ | ۰    | ۱/۸   | ۰   | ۳۴      | ۵۰/۸  | ۶۳/۸   | ۱۷/۱   | Σ | ۹۶٫۹۶۴۲۸۵۷۱۴۲۸۶ |
|                  |        |       |      |       |     |      |       |     |         |       |        |        |   |                 |
| روزهای بارانی    | ۴      | ۸     | ۳    | ۱۰    | ۵   | ۰    | ۱     | ۰   | ۹       | ۱۶    | ۹      | ۳      | Σ | ۶۸              |

| ۵ |

| ۹ |

| ۱۳ |

| ۱۷ |

| ۲۲ |

| ۲۸ |

| ۲۸ |

| ۲۹ |

| ۲۴ |

| ۱۹ |

| ۱۲ |

| ۸ |

| ۵ |

| ۹ |

| ۱۳ |

| ۱۷ |

| ۲۲ |

| ۲۸ |

| ۲۸ |

| ۲۹ |

| ۲۴ |

| ۱۹ |

| ۱۲ |

| ۸ |

| بارش | ۲/۱    | ۵۳/۲  | ۳/۶  | ۱۲/۷  | ۴/۴ | ۰    | ۱/۸   | ۰   | ۳۴      | ۵۰/۸  | ۶۳/۸   | ۱۷/۱   |
|      | ژانویه | فوریه | مارس | آوریل | مه  | ژوئن | ژوئیه | اوت | سپتامبر | اکتبر | نوامبر | دسامبر |

### ساختمان زمین‌شناسی

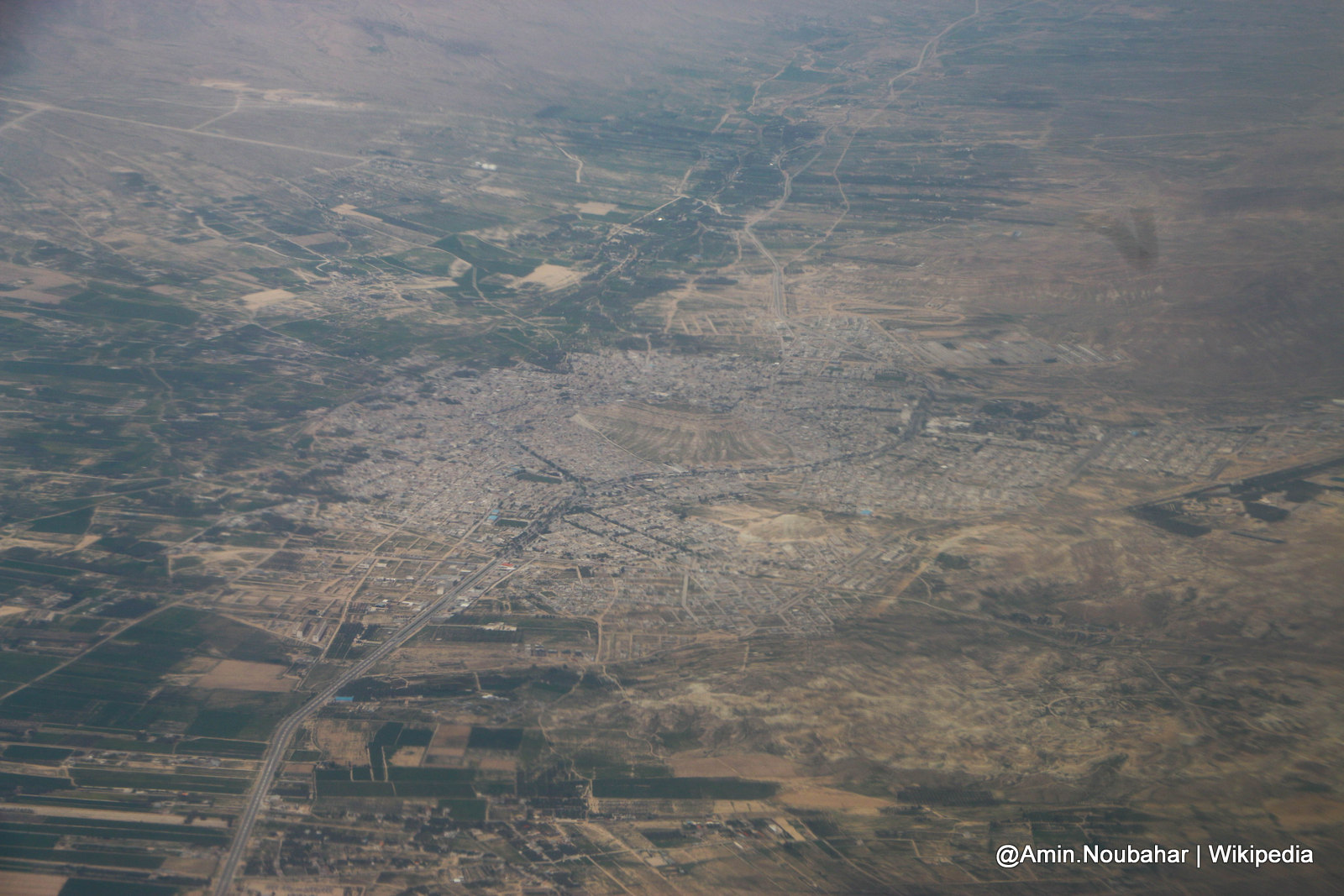
تصویری از شهر گراش و اراضی کشاورزی آن

شهر گراش در قسمت زاگرس چین‌خورده با جهت شمال غربی جنوب شرقی در غرب فلات ایران قرار گرفته است. تشکیلات زمین‌شناسی شهر گراش جوان بوده و به دوران‌های سوم و چهارم زمین‌شناسی تعلق دارد. بیشترین تشکیلات منطقه شامل آسماری جهرمی- گچساران- میشان و آغا جاری و بنگستان می‌باشد. گراش بر روی رسوبات آبرفتی که ناودیس را به صورت دشتی هموار درآورده است واقع شده است که تاقدیس‌های کوه سیاه در جنوب و کوه سرخ در شمال احاطه کرده است.

## آموزش

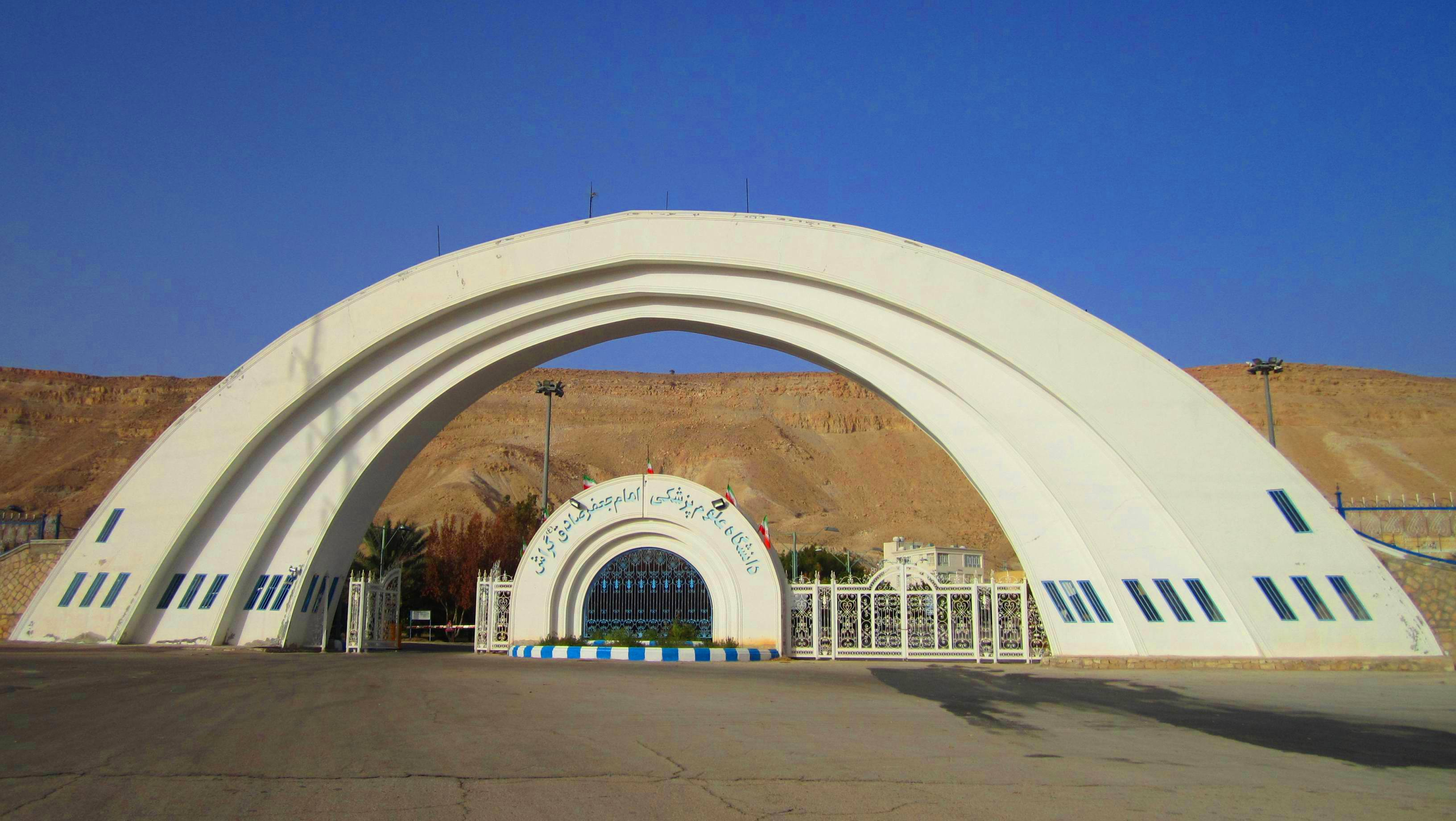
سردر دانشکده علوم پزشکی گراش

### دانشکدهٔ علوم پزشکی گراش
دانشکدهٔ علوم پزشکی گراش، یک مجموعهٔ آموزشی-درمانی زیر نظر وزارت بهداشت است که توسط خیرین بومی ساخته شده و سپس در اختیار دولت قرار گرفته است. این مجموعه که شامل دو دانشکدهٔ «پرستاری» و «پیراپزشکی» است، زیر نظر شبکهٔ بهداشت گراش مدیریت می‌شود. همچون دیگر مجموعه‌های درمانی این شهرستان، بانی اصلی این مجموعه نیز شیخ احمد انصاری است.
بیمارستان تخصصی امیرالمؤمنین، بنیاد پیشگیری از سرطان و مرکز درمان ناباروری دیگر بخش‌های این مجتمع علوم پزشکی هستند.

### دانشگاه آزاد اسلامی واحد گراش
این واحد دانشگاه آزاد در رشته‌های مهندسی و علوم انسانی، در مقاطع کاردانی و کارشناسی دانشجو می‌پذیرد.

## بهداشت

### بیمارستان

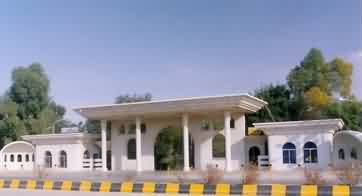
ورودی بیمارستان امیرالمؤمنین

بیمارستان امیرالمؤمنین علی یک بیمارستان ۱۱۰ تخت‌خوابی در گراش است که در سال ۱۳۶۸ با حضور وزیر بهداشت و درمان وقت افتتاح شد. این بیمارستان دارای زمینی به مساحت ۱۵۰ هزار متر مربع و زیربنایی حدود ۳۰ هزار متر مربع است، که شامل ساختمان بیمارستان، درمانگاه، خانه‌های مسکونی، قسمت اداری و موتورخانه است. این بیمارستان در بیش از ۲۰ زمینهٔ درمانی به صورت تخصصی به مردم منطقه خدمت می‌رساند. این در حالی است که کلیه هزینه‌های ساخت و تجهیزات این بیمارستان توسط خیرین شهر تأمین شده است.

## فرهنگ

#### کتابخانهٔ محبی
این کتابخانه که در مرکز شهر و در یکی از گذرهای اصلی قرار دارد، در دههٔ ۵۰ توسط زین‌العابدین محبی احداث شده است و برای چهار دهه کتابخانهٔ اصلی شهر بود.

#### کتابخانهٔ آبشار اندیشه
کتابخانهٔ فرهنگسرای آبشار اندیشه، همزمان با دیگر بخش‌های فرهنگسرا و با بودجه شخصی یک نیکوکار محلی ساخته شده است. این کتابخانه در دو طبقه، با ۲ هزار و ۳۰۰ متر زیربنا احداث شده و شامل مخزن کتاب با گنجایش ۲۰ هزار جلد، سالن‌های مطالعهٔ آقایان و خانم‌ها و همچنین سالن کودک است. در دههٔ ۹۰ این کتابخانه به عنوان کتابخانهٔ اصلی شهر شناخته می‌شود.

### سینما
سینما فرهنگ، تنها سینمای گراش محسوب می‌شود که روزانه به اکران فیلم‌های سینمای ایران می‌پردازد. این سینما که پیش‌تر با نام سینما شهرقصه شناخته می‌شد، پس از سال‌ها تعطیلی و با حمایت ادارهٔ فرهنگ و ارشاد اسلامی در آذرماه ۱۳۹۴ با اکران فیلم محمد رسول‌الله بازگشایی شد.

### غذا

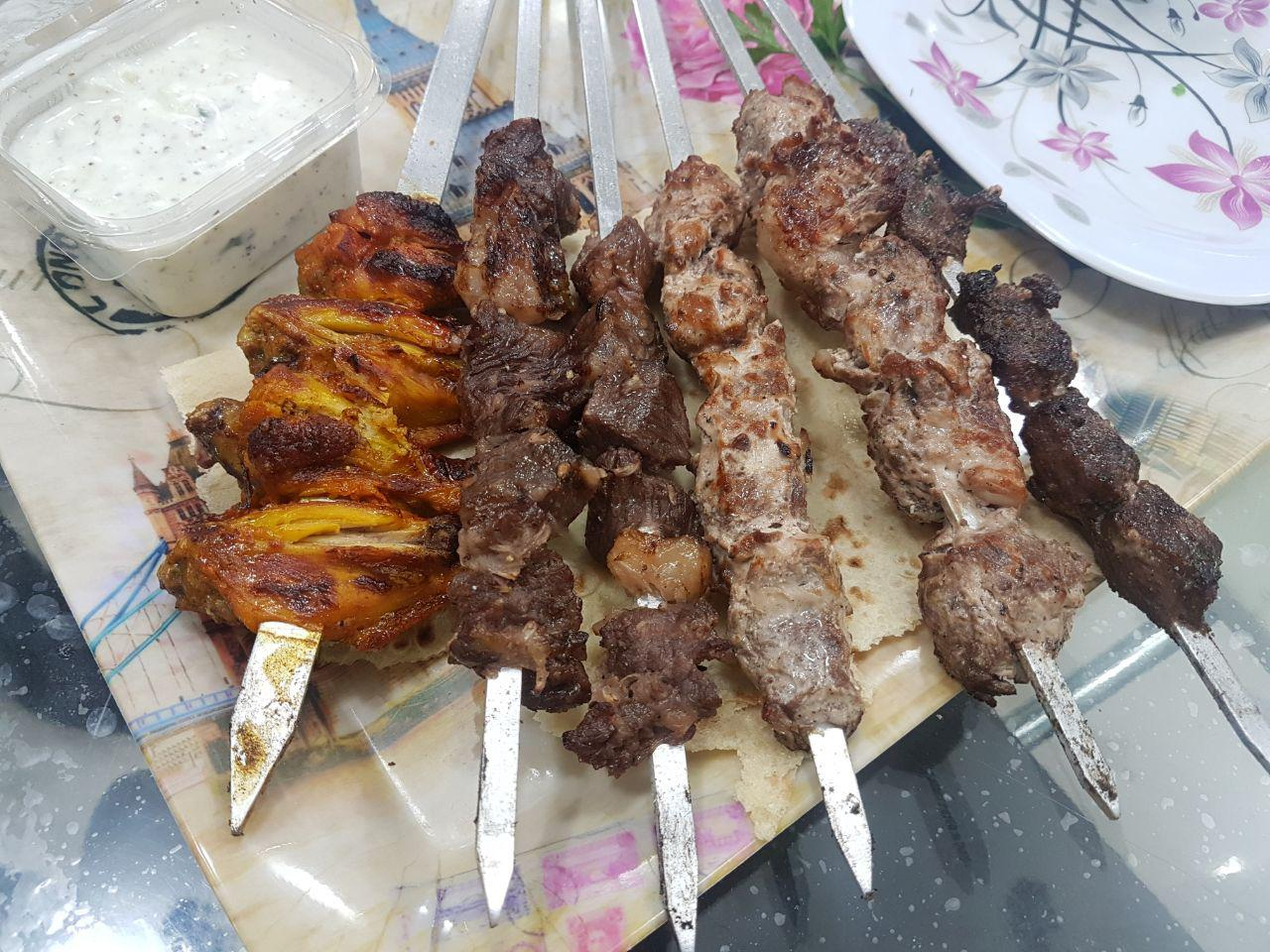
انواع کباب گراشی (ماستی، بره، کف‌دنده و…)

- حلوا مسقطی: یک نوع شیرینی است که مواد اولیه آن نشاسته، روغن، شکر، زعفران، هل و گلاب است و از انواع مغز پسته و بادام برای تزئین آن استفاده می‌گردد.
- کباب گراشی: یک غذای محلی است که قدمت زیادی در این منطقه دارد و بخشی از آیین‌های جشن‌های گراش را به خود اختصاص داده است.
- مهوه: سس محلی است که بر اثر تخمیر طبیعی ماهی ساردین به دست می‌آید و با نان خورده می‌شود. این سس حاوی فسفر، کلسیم و چربی زیاد است.

## مردم

### جمعیت
نخستین گزارش دربارهٔ جمعیت گراش را محمدحسن‌خان اعتمادالسلطنه در کتاب مرآت‌البلدان آورده است. او در سال ۱۲۵۴ خورشیدی، جمعیت گراش را نزدیک به ۵۰۰ خانوار برآورد کرده است. گزارش بعدی توسط محمدعلی‌خان سدیدالسلطنه در کتاب التدقیق فی سیر الطریق آمده است. سدیدالسلطنه با تردید، جمعیت گراش را در سال ۱۲۷۵ بین ۳٬۰۰۰ تا ۵٬۰۰۰ نفر می‌داند. یک سال پس از او، زین‌العابدین شیروانی در بستان‌السیاحه، گراش را دارای حدود ۷۰۰ خانه دانسته است. اولین آمار رسمی از جمعیت گراش را حاجعلی رزم‌آرا در سال ۱۳۲۱ ارائه داده که جمعیت این شهر را ۴٬۱۸۰ نفر گزارش کرده است. با توجه به این آمارها، برآورد ۳٬۰۰۰ نفر توسط سدیدالسلطنه در سال ۱۲۷۵ صحیح‌تر به نظر می‌رسد. از سال ۱۳۳۵، سرشماری‌های عمومی نفوس و مسکن در ایران توسط وزارت کشور انجام شد که در آن، جمعیت گراش ۶٬۰۶۲ نفر، شامل ۳٬۰۹۲ مرد و ۲٬۹۷۰ زن اعلام شد. میانگین سنی گراش در آن سال ۲۱٫۱ سال بود. در سرشماری‌های بعدی، جمعیت گراش به این صورت اعلام شد: در سال ۱۳۴۵ برابر با ۷٬۸۸۰ نفر، در سال ۱۳۵۵ برابر با ۱۱٬۴۱۳ نفر، در سال ۱۳۶۵ برابر با ۱۸٬۹۶۷ نفر، در سال ۱۳۷۰ برابر با ۱۹٬۹۸۹ نفر، در سال ۱۳۷۵ برابر با ۲۱٬۸۵ نفر، در سال ۱۳۸۵ برابر با ۲۷٬۷۶۷ نفر و در سال ۱۳۹۰ برابر با ۳۰٬۵۹۳ نفر. طبق آخرین سرشماری عمومی نفوس و مسکن ایران در سال ۱۳۹۵، شهر گراش دارای ۳۴٬۴۶۹ نفر جمعیت، شامل ۱۷٬۵۶۵ مرد و ۱۶٬۹۰۴ زن در قالب ۱۰٬۲۰۷ خانوار بوده است.
با تخمین ۴ نفر به ازای هر خانوار و برآورد جمعیت ۲٬۰۰۰ نفری برای گراش در سال ۱۲۵۴، این شهر تا سال ۱۳۲۱ و طی ۶۷ سال، سالانه حدود ۱٬۱٪+ رشد جمعیت داشته است که با توجه به هم‌زمانی این بازه با جنگ‌های جهانی اول و دوم و قحطی‌های ناشی از آن‌ها و نیز وضعیت نامناسب بهداشتی آن دوران، طبیعی جلوه می‌کند. رشد جمعیت گراش در سال‌های ۱۳۴۵ تا ۱۳۶۵، سالانه ۳٬۷٪+ برآورد شده است. این میزان در سال‌های ۱۳۷۰ تا ۱۳۹۰ به ۲٬۱٪+ کاهش یافته است. سیاست‌های تعدیل جمعیت ایران و اوضاع اقتصاد و معیشت خانوارها پس از جنگ ایران و عراق، از جمله عوامل مؤثر بر کاهش رشد جمعیت گراش در دهه‌های اخیر است.
| مردان | سن    | زنان |
| ----- | ----- | ---- |
| ۱۳    | ۸۵+   | ۱۱   |
| ۳۹    | ۸۴–۷۵ | ۳۴   |
| ۱۲۳   | ۷۴–۶۵ | ۱۰۸  |
| ۱۶۵   | ۶۴–۵۵ | ۱۸۸  |
| ۲۴۰   | ۵۴–۴۵ | ۲۱۷  |
| ۳۸۵   | ۴۴–۳۵ | ۲۷۵  |
| ۴۳۹   | ۳۴–۲۵ | ۴۴۰  |
| ۱۷۰   | ۲۴–۲۰ | ۲۸۸  |
| ۲۰۹   | ۱۹–۱۵ | ۲۰۹  |
| ۲۹۰   | ۱۴–۱۰ | ۲۴۱  |
| ۴۸۰   | ۹–۵   | ۴۲۰  |
| ۴۴۵   | ۴–۱   | ۴۵۷  |
| ۱۴    | ۱–۰   | ۸۲   |

| مردان | سن    | زنان  |
| ----- | ----- | ----- |
| ۸۳۲   | ۶۵+   | ۹۳۷   |
| ۴۱۲   | ۶۴–۶۰ | ۴۸۷   |
| ۶۱۰   | ۵۹–۵۵ | ۶۱۰   |
| ۸۶۵   | ۵۴–۵۰ | ۷۴۵   |
| ۹۹۲   | ۴۹–۴۵ | ۹۲۲   |
| ۱٬۰۸۱ | ۴۴–۴۰ | ۱٬۰۴۷ |
| ۱٬۵۰۹ | ۳۹–۳۵ | ۱٬۳۰۸ |
| ۱٬۸۶۶ | ۳۴–۳۰ | ۱٬۸۲۷ |
| ۱٬۷۶۶ | ۲۹–۲۵ | ۱٬۷۸۱ |
| ۱٬۳۱۴ | ۲۴–۲۰ | ۱٬۳۰۶ |
| ۱٬۲۷۸ | ۱۹–۱۵ | ۱٬۲۳۷ |
| ۱٬۳۸۷ | ۱۴–۱۰ | ۱٬۲۸۲ |
| ۱٬۶۶۰ | ۹–۵   | ۱٬۵۷۸ |
| ۱٬۹۹۳ | ۴–۰   | ۱٬۸۳۷ |

### مهاجرت
گراش شهری مهاجرفرست و مهاجرپذیر است و این عامل، تأثیر عمیقی بر محیط، اقتصاد و فرهنگ آن گذاشته است. حدود یک‌پنجم جمعیت این شهر به صورت دوره‌ای به کشورهای حاشیهٔ جنوبی خلیج فارس و بنادر و جزایر جنوبی ایران مهاجرت می‌کنند. مهاجران واردشده به گراش را نیز می‌توان به دو دسته تقسیم کرد. مهاجرانی که برای اشتغال به کارهای ساختمانی و کشاورزی در این شهر ساکن شده‌اند و افرادی که به کارهای دولتی مشغولند. پژوهشی در سال ۱۳۸۱، پرطرفدارترین مقاصد مهاجرت گراشی‌ها را به ترتیب کشورهای امارات متحدهٔ عربی، بحرین، قطر، کویت و جزایر قشم و کیش دانسته است. همچنین این پژوهش بیشترین مهاجران وارده به گراش را به ترتیب از کشور افغانستان و استان‌های فارس، لرستان و همدان می‌داند. از سال ۱۳۸۱ به بعد، مهاجرفرستی به قشم و کیش سیر صعودی و مهاجرپذیری از افغانستان در گراش سیر نزولی به خود گرفته‌اند.
پیشینهٔ مهاجرت گراشی‌ها به مناطق دیگر، حداقل به دورهٔ حکومت محمدشاه قاجار برمی‌گردد. هرچند با توجه به سابقهٔ صادرات کالا از گراش به نقاط دیگر در دورهٔ صفویه، می‌توان برای مهاجرت آن‌ها قدمت بیشتری متصور شد. مهاجرت مردم گراش به دیگر شهرهای ایران، بیشتر به صورت دوره‌ای و برای ارائهٔ کالاهای تولیدی خود بوده است. مهاجران گراشیِ خارج از کشور هم عمدتاً به صورت دوره‌ای در کشور مقصد ساکن می‌شدند و می‌شوند. این گروه تا پیش از تشکیل کشور امارات متحدهٔ عربی، بیشتر در عمان ساکن بودند و پس از سکونت در امارات، توانستند به واسطهٔ قدرت اقتصادی خود بر شیوخ حاکم اعمال نفوذ کرده و در مناصب اداری و اقتصادی مشغول به فعالیت شوند. این جایگاه تا امروز نیز برای بسیاری از نوادگان آن‌ها حفظ شده است. محل زندگی این گروه از مهاجران، شهر زادگاه‌شان است و طی دوره‌های ۸ تا ۹ ماهه، اغلب بدون خانواده، به کشورهای مقصد سفر می‌کنند. به دلیل رفت‌وآمد زیاد و ارتباط مستمر آن‌ها با گراش، این مهاجرت منجر به ورود ارز به شهر، ایفای نقش در توسعهٔ شهر با احداث بناهای خیرساز، کسب مهارت در تجارت، امیدواری جوانان به مهاجرت و کار در کشورهای عربی و ایجاد اختلاف طبقاتی شدید در گراش شده است. با ایجاد رونق اقتصادی در کشورهای عربی خلیج فارس و مهاجرفرستی بیش از حد گراش به آن مقاصد در دهه‌های اخیر، شهر گراش با کمبود نیروی کار مواجه شده است؛ لذا از دههٔ ۱۳۴۰ به بعد و با ایجاد تأسیسات شهری در گراش، این شهر شاهد ورود مهاجرانی جهت فعالیت در کارهای ساختمانی، خدماتی، درمانی و اداری بوده است. این مهاجرپذیری به دگرگونی فرهنگ گراش و کم‌رنگ شدن فرهنگ سنتی آن، تغییر الگوی مصرف جامعه و پیشرفت در ساختمان‌سازی انجامیده است.
بلوچ‌ها نخستین قومیت مهاجری بودند که در اوایل دههٔ ۱۳۴۰ به گراش وارد شدند. آن‌ها اغلب به دلیل بیکاری، از شهرستان‌های جیرفت، کهنوج، میناب و بشاگرد به گراش مهاجرت کرده و ضمن اشتغال به فعالیت‌های کشاورزی، باغداری و ساختمانی، در چادرهایی در حاشیهٔ شهر ساکن شدند. نسل اول این مهاجران از دههٔ ۱۳۶۰ به مرور در محلهٔ بندوشیخ و شهرک‌های تازه‌ساخت شهید دستغیب و شهید بهشتی به خانه‌سازی پرداختند و نسل‌های بعدی‌شان امروزه در بافت بومی شهر جذب شده‌اند. ساخت شهرک‌های جدید در گراش توسط بنیاد مسکن انقلاب اسلامی باعث ورود موجی از مهاجران لر از شهرهای نهاوند و الیگودرز و ترک از شهرهای تبریز و ارومیه جهت فعالیت در کارهای ساختمانی شد. این دو قومیت امروزه نیز بیشتر به مشاغل ساختمانی مشغولند و بر خلاف بلوچ‌ها، کمتر با جامعهٔ گراش پیوند خورده‌اند و به صورت دوره‌ای به شهرهای مبدأ رفت‌وآمد می‌کنند. افغان‌ها گروه دیگری از مهاجران ساکن در گراش هستند که در پی جنگ افغانستان به این شهر آمدند. اینان که غالباً شیعه بودند، توانستند در گراش جامعهٔ خود را تشکیل داده و با تحویل گرفتن مسجدی در این شهر، مکانی برای برگزاری مراسم‌های مذهبی داشته باشند. علی‌رغم پیوندهای خانوادگی بسیار اندک میان افغانی‌ها و گراشی‌ها، این مهاجران تعامل خوبی با میزبانان خود دارند و امروزه بیشتر در محلهٔ پاقلعه ساکن‌اند.

### دین
اسلام تا نیمهٔ قرن چهارم هجری قمری وارد گراش نشده بود و ساکنان آن کماکان زرتشتی بودند. در نیمهٔ دوم آن قرن، قلعهٔ گراش توسط سپاه شاه زندو فتح شده و فرمانده آن که صارم پسر خوره نام داشته به اسلام سنی دعوت می‌شود. سه قرن بعد، در قرن هفتم هجری، سلسلهٔ صوفیهٔ دانیالی در جنوب ایران دوران اوج فعالیت خود را سپری می‌کرد و گراش نیز به عنوان زادگاه شیخ دانیال، بنیان‌گذار آن سلسله، در مرکز توجه پیروان آن قرار گرفته و به محلی برای استقرار اهل تصوف تبدیل شد. رونق سلسلهٔ دانیالی در ابتدای قرن هشتم رو به افول گذاشت و با آغاز حکومت صفویه و ترویج مذهب تشیع، باقی‌ماندهٔ مشایخ ساکن در گراش و دیگر شهرهای اطراف آن، مهاجرت کرده و جای خود را به مبلغین شیعه دادند. دو مسجد جامع و آخوند در همان دوران ساخته شدند که نشانگر پررنگ‌تر شدن نقش دین در گراشِ دورهٔ صفوی است.
هم‌اکنون دین بیشتر مردم شهر گراش اسلام و مذهب آنها شیعه است.

## رویدادهای سالانه

### روز گراش
از سال ۱۳۸۸ خورشیدی و پس از ارتقاء گراش از بخش به شهرستان، یازدهم بهمن‌ماه هر سال به عنوان روز گراش گرامی داشته می‌شود. این روز به صورت رسمی نامگذاری نشده و غیررسمی است. ۱۳۸۸/۱۱/۱۱ روزی است که رهبر جمهوری اسلامی با ارتقاء گراش موافقت کرد.

### جشنواره فیلم کوتاه کَل
جشنوارهٔ فیلم کوتاه کَل، یکی از جشنواره‌های معتبر منطقه‌ای فیلم کوتاه است که از سال ۱۳۸۲ در گراش برگزار می‌شود. این جشنواره که تا کنون سیزده دوره را پشت سر گذاشته است، توسط انجمن فیلم کوتاه ایران و ادارهٔ فرهنگ و ارشاد اسلامی برگزار می‌شود و در تقویم رویدادهای فرهنگی استان فارس ثبت شده است.

### خونَه کَدیم
«خونه کدیم» یکی از برنامه‌های انجمن معرفی و حفظ آثار و بناهای تاریخی گراش است که نوروز هر سال در یکی از خانه‌های تاریخی گراش برگزار می‌شود. این برنامه با هدف حفظ و معرفی خانه‌های سنتی واجد ارزش تاریخی است که کمتر در اذهان عمومی شناخته شده و در معرض خطر تخریب قرار دارد. نخستین برنامهٔ خونه کدیم نوروز ۱۳۹۴ در خانهٔ علی‌پور با هدف زنده‌سازی جریان زندگی در خانه‌های قدیم گراش برگزار شد. سرای سعادت در نوروز ۱۳۹۵ و خانه‌ی شهیدان عظیمی در نوروز ۱۳۹۶ دیگر محل‌های برگزاری این برنامه بودند. چهارمین برنامه خونه کدیم در نوروز ۱۳۹۸ در خانه تاریخی محسن‌زاده به مدت ۱۰ شب برگزار شد.
خانه‌های تاریخی سعادت و شهیدان عظیمی، پس از این برنامه‌ها به ترتیب به عنوان اقامتگاه بومگردی و موزهٔ مردم‌شناسی گراش، در دست مرمت قرار گرفتند.

## سازمان‌های مردمی

### مؤسسهٔ فرهنگی هنری هفت‌برکه
این مؤسسه که از سال ۱۳۸۶ به صورت غیررسمی کار خود را با انتشار ماهنامهٔ «صحبت نو - ویژه گراش» آغاز کرد، یکی از موسسات رسانه‌ای موفق در فارس است. سایت خبری «گریشنا» (با نام رسمی هفت‌برکه)، نشریهٔ «گراش» و فصلنامهٔ «هیمه» از جمله مهم‌ترین بخش‌های تولیدی این مؤسسه است. پیشتر نیز این مؤسسه با همکاری روزنامه‌های صدف هرمزگان، حمایت و آفتاب، ضمیمه‌هایی برای انتشار در شهر گراش تولید می‌کرد. همچنین این مؤسسه سه دورهٔ آموزش رسانه برای نوجوانان را با نام «هفتسانه» برگزار کرده است.

### انجمن بانوان نیک‌اندیش
انجمن بانوان نیک‌اندیش در سال ۱۳۹۳ شروع به کار کرد و فعالیت‌های خود را با هدف توانمندسازی زنان سرپرست خانوار و کم‌بضاعت آغاز کرد. کلیهٔ تجهیزات و امکانات این انجمن توسط خیرین گراشی تهیه شده است. این انجمن در سه سال اول فعالیت خود توانسته است ۳۰ زن را به صورت تمام‌وقت یا پاره‌وقت در زمینه‌های آشپزی، خیاطی و هنری به خدمت بگیرد.

### انجمن ایکوموس گراش
انجمن معرفی و حفظ آثار و بناهای تاریخی شهرستان گراش یا انجمن ایکوموس گراش به صورت رسمی از سال ۱۳۹۲ در حوزهٔ میراث فرهنگی فعالیت می‌کند و برگزارکنندهٔ برنامهٔ فرهنگی «خونه کدیم» است. شناسایی خانه‌های تاریخی گراش، حمایت از مرمت آثار تاریخی، معرفی آثار تاریخی شهرستان و برگزاری تورهای گردشگری رایگان در شهرستان در دستور کار این انجمن قرار دارد.

### گروه توسعهٔ آموزش نردبان
گروه نردبان، متشکل از دانشجویان گراشی با هدف توسعهٔ آموزش در محدودهٔ شهرستان گراش از سال ۱۳۹۵ شروع به فعالیت کرده است. این مجموعه دارای یک مجمع عمومی و یک شورای مرکزی است که به واسطهٔ رای مستقیم اعضا به صورت سالانه انتخاب می‌شود. عمده فعالیت‌های این گروه شامل اجرای پروژه‌های علمی و آموزشی در طول سال و برگزاری همایش سالانهٔ نردبان است.

### مراکز شهری
- شهرداری گراش
- فرمانداری گراش

### نقشه‌ها و مختصات
- نقشهٔ گراش در گوگل مپس
- نقشهٔ گراش در اوپن‌استریت‌مپ
- اطلاعات مختصات

### آب و هوا
- آب و هوای گراش در اکیوودر

### جمعیت
- بخش جمعیت ویکی‌پدیا